# Le Voyage '96
Le Voyage '96 est un album (compilation) mixé par Gigi d'Agostino en 1996.

## Liste des artistes et titres
1. D'Agostino Planet - Fly
2. The Land of Oz - Jack of the Green
3. R.A.F by Picotto - Bakerloo Symphony[1]
4. Gigi d'Agostino - Giallone (Remix)
5. Gigi d'Agostino - Happily
6. Groove Park - Hit the Bane
7. Robert Miles - Children
8. Gigi d'Agostino - Noise Maker Theme
9. R.A.F. by Picotto - My House
10. R.A.F. by Picotto - Halleluia
11. Gigi d'Agostino - Harmonic
12. D'Agostino Planet - Marimba
13. D'Agostino Planet - Melody Voyager
14. 2 Culture in a Room - Android
15. D'Agostino Planet - For Love
16. Natural Born Grooves - Groovebird